# Wilhelm Emmanuel von Ketteler
Wilhelm Emmanuel Freiherr von Ketteler (Münster, 25 de desembre de 1811 – Burghausen, 13 de juliol de 1877) va ser un teòleg i polític alemany, que va servir com a bisbe de Magúncia.

## Infància i joventut
Va néixer el 25 de desembre de 1811, sisè fill de Maximiliam Fiedrich von Ketteler Harkotten (1779-1832) i Clementine Wenige-Beck (1778-1844) a Münster. La família de Ketteler portava una vida senzilla impregnada d'esperit cristià. Va ser educat inicialment a la casa paterna, però després, atès que els seus pares el consideraven un noi difícil, inquiet, temerari, de vegades incontrolable i iracund, el van enviar a un internat jesuïta al Cantó del Valais, Suïssa. Després de quatre anys va tornar a Münster on va acabar els seus estudis de secundària obtenint l'Abitur, el certificat requerit per entrar a una universitat. Després d'això, va començar els seus estudis de Dret a la Universitat de Göttingen, i va fer estades estudiantils a Berlín, Heidelberg i Múnic. A Münster va aprovar l'examen estatal i el 1833 va començar a treballar en la funció pública com a escrivà. Per al servei militar va ser cridat a l'exèrcit, al que va abandonar un any després com a sots-oficial. El treball en l'administració no el feia feliç i va decidir separar-se de la funció pública. L'oportunitat per això va ser l'anomenat "esdeveniment de Colònia": el 20 de novembre de 1837, el govern prussià va fer detenir l'arquebisbe de Colònia, per negar-se a un acord entre el govern de Prússia i els bisbes d'occident per supervisar matrimonis mixtos. Així que va abandonar aquest treball.
Va començar a qüestionar-se altres opcions de vida, i se li va plantejar la idea de ser sacerdot. Respecte a això, va escriure una vegada al seu germà Wilderich: «Per transformar-me dignament cap a l'estat religiós, farien falta miracles més grans que ressuscitar morts».
Per aclarir els seus dubtes, va escriure al Bisbe d'Eichstätt, a qui tenia una gran confiança, però no va rebre resposta. Quan aquest Bisbe més tard es va trobar amb Ketteler, el bisbe va actuar com si la pregunta sobre el futur vocacional de Kettler ja hagués estat resposta des de fa molt temps i només li va preguntar on volia formar-se com sacerdot. Aquesta trobada va ser per Ketteler com un senyal de Déu i va començar els seus estudis de teologia i la seva formació sacerdotal primer a Eichstätt i després a München.

## Sacerdot a Beckum
L'1 de juny de 1844 Ketteler va ser consagrat sacerdot i va celebrar la seva primera missa a la catedral de Münster. Va tenir el seu nomenament com a capellà a Beckum. Com diu en el seu lema: "A partir d'ara ja no pots tenir un altre interès que el salvar les ànimes dels homes i la seva necessitat" va posar la seva atenció principalment en la salvació dels homes, tant de les seves ànimes immortals com de les seves necessitats terrenals. Per exemple, pels nens de les granges perifèriques, que tenien un llarg camí fins a l'escola de Beckum, i que en la pausa de migdia no tenien on anar, ell va preparar una habitació calenta amb menjar. Quan va veure nens pidolant al carrer, va construir una casa per a nens pobres i va cridar l'atenció a la comunitat: «Un nen captaire a la nostra comunitat, això és una cosa inaudita».
Era el temps d'una industrialització progressiva. Un nou estrat venia a formar l'horitzó social: el treballador i el proletariat industrial. A la Convenció Nacional alemanya convocada per al 18 de maig de 1848 a la Paulskirche de Frankfurt del Main, s'elaboraria una nova Constitució per als Estats Federats. En aquesta convenció Ketteler va ser el representant del districte de Tecklenburg. En la qüestió de les escoles va prendre la paraula i en un discurs va exigir entre altres coses la llibertat d'ensenyament i aprenentatge així com el dret de les comunitats a tenir escoles primàries. 1848 va ser també el primer Katholikentag alemany a Magúncia. Kettler va participar en aquest esdeveniment i va donar un discurs improvisat sobre la llibertat de l'Església i les qüestions socials. Aquí ho va escoltar el capellà de la catedral de Magúncia, que el va fer a donar la prèdica d'Advent a la catedral. Les prèdiques de Ketteler, sota el títol de "Les grans qüestions socials de l'actualitat", van atreure molt l'atenció, fins i tot també fora de Magúncia. Les seves idees van ser acceptades, pensades, discutides i combatudes.
En acabar les conferències a la Paulskirche de Frankfurt, Ketteler va ser cridat a treballar com a prefecte a Santa Hedwig a Berlín. A partir d'octubre de 1849 va treballar aquí com a pastor de 25.000 catòlics. Ketteler va notar immediatament les urgències socials de la ciutat, va preparar la construcció d'un nou Hospital i va conduir com un gran esdeveniment la primera processó de Corpus Christi a Berlín després de la Reforma.

## Bisbe de Magúncia
El març de 1850, uns pocs mesos després d'arribar a Berlín, Ketteler va rebre el missatge de la seva elecció com a bisbe de Magúncia. El 16 de juliol va arribar a Magúncia per primera vegada com a Bisbe nomenat i nou dies després va ser la seva consagració.
El bisbe Ketteler va començar a reforçant la formació de sacerdots: al seminari es crearen nous instituts de teologia. Per a Ketteler, una força important sempre van ser els ordes religiosos, de les que a Magúncia només hi havia una: les anomenades "senyoretes angleses" o Maria-Ward-Schwestern, que des de 1752 mantenien una escola; per això va cridar a molts ordes i els va brindar ajuda per treballar a Magúncia. Amb arribada dels ordres es van crear moltes institucions d'ajuda, escoles i hospitals, entre elles la Casa Sant Josep per a protecció de joves abandonats i l'escola de Santa Maria, que avui és el Willigisgymnasium. Ketteler va fer molts viatges per la seva diòcesi on va reconèixer ràpidament la urgència d'ajuda espiritual: la insuficient educació dels joves, especialment de les noies, la deficient assistència als malalts especialment al camp el va portar a fundar una nova congregació amb el nom de Germanes de la Divina Providència de Magúncia. Després de les limitacions de la Kulturkampf, que pràcticament prohibia a les religioses servir a l'escola, es van encarregar en diversos llocs de les cases de malalts. L'hospital Hildergardiano que va ser obert el 1912, és una fundació de la comunitat de Magúncia, que representa una memòria viva del bisbe en atenció als joves i malalts.
Ketteler tenia una gran sensibilitat per la necessitat de l'home. En la seva primera carta pastoral diu: «A partir d'ara amb tot el que sóc i el que tinc, no em pertanyo, sinó a vostès. Jo reconec que estic obligat a evitar tota comoditat i luxe a casa meva, el que pugui estalviar del meu salari com a bisbe, a dedicar-lo a fins benèfics.»
La recent industrialització del seu temps va canviar a la societat permanentment i Ketteler pensava que les obres de caritat per si soles no podien arribar a satisfer aquestes qüestions. En la seva obra principal "La qüestió de la feina i el cristianisme" (1864) presentava aquestes idees a la recerca d'una solució. Ketteler deia que dues coses eren necessàries: una era la fundació de cinc societats productives per a les que ell fins i tot oferí 50.000 florins, alhora que esperava l'ajuda de Ferdinand Lassalle. L'altra era l'ètica social catòlica. Ketteler estava convençut no hi hauria cap solució a la qüestió social si es deixava fora de l'acció a l'Església i la religió.
També pensava que havia d'ajudar els treballadors i les seves pròpies organitzacions d'ajuda, ja que el veia que «no només es veu a la feina com un bé material, sinó també a l'home amb la seva força de treball se li veu com una màquina. Com es pot comprar la màquina el més barat que sigui possible, per usar-la dia i nit fins que es descompongui, així s'usa a l'home en aquest sistema... l'associació d'homes és destruïda i en el seu lloc entra l'associació de diners amb seus horribles extensions. Això va donar com a resultat ara a tot arreu on aquest comportament es va permetre sense barreres, terribles condicions.» Ketteler va qualificar el liberalisme del seu temps, com una misantropia sense restriccions. Al socialisme li va reconèixer fins i tot algunes aspiracions positives, per exemple el principi de solidaritat o el sentit de justícia, però li faltava la imatge positiva de l'home que està basada en la seva semblança a Déu. Resumint el pensament social-polític de Ketteler es pot dir: va mantenir en la mateixa manera el principi de la llibertat i de la justícia social com a indispensables. Tot i la tensió política entre l'església catòlica i el govern de Prússia en el temps d'Otto von Bismarck, les idees socials de Ketteler van poder trobar un camí a l'espai de la política. El seu nebot, el comte Ferdinan von Galen, pare del més tard famós cardenal de Münster, Clemens August Graf von Galen, Va presentar el 19 de març de 1877, quatre mesos abans de la mort de Ketteler, una sol·licitud d'una extensiva legislació per protegir els treballadors davant del Reichstag.
Malgrat la seva postura crítica a la cúria romana i a l'organització del primer Concili Vaticà i algunes de les seves fases, ell sempre va ser un fill fidel a l'Església catòlica. Ketteler tenia en una alta estima el Papa Pius IX qui li va atorgar també una atenció particular per exemple en 1877 amb una audiència privada.

## Mort
Abans de marxar cap a Roma, Ketteler havia agafat un refredat, al qual no li va atorgar importància visiblement el va debilitar físicament. Totalment esgotat va partir de la Santa Seu i va celebrar a Alttötting la seva última missa. Finalment va viatjar a visitar un vell amic al monestir caputxí de Burghausen, on ja no va poder recuperar-se. El 13 de juliol de 1877 va morir Ketteler a Burghausen i conforme al seu desig va ser enterrat a la capella de Maria de la Catedral de Magúncia. Ketteler va viure 66 anys i va ser 27 anys bisbe de Magúncia.